# شهرستان دامشونگ
شهرستان دامشونگ (به لاتین: Damxung County) یک منطقهٔ مسکونی در جمهوری خلق چین است که در لهاسا واقع شده‌است. شهرستان دامشونگ ۱۰٬۰۳۶ کیلومتر مربع مساحت و ۳۸٬۴۷۳ نفر جمعیت دارد.